# John Grieg (Verleger)
John Grieg (* 18. August 1856 in Bergen; † 21. April 1905 ebenda) war ein norwegischer Verleger.

## Unternehmensgeschichte
Der spätere Verlag John Grieg wurde ursprünglich 1721 von Peter Nørvig gegründet. Damit handelte es sich um den ältesten Verlag Norwegens. 1871 kaufte Georg Hermann Grieg das Unternehmen. Unter der Leitung seines Neffen John Grieg wurde das Unternehmen zu einem der größten und angesehensten Verlage des Landes.
Heute gehört der Verlag John Grieg zum Fagboksforlaget, der das Unternehmen 2006 kaufte.

## Leben
Grieg war der Sohn des portugiesischen Vizekonsuls John Grieg. Sein älterer Bruder war der Reeder und Politiker Joachim Grieg.
Nach seinem Abitur an der Bergener Kathedralschule absolvierte Grieg in Kopenhagen und Göteborg Ausbildungen zum Buchhändler und Drucker. 1877 kehrte er nach Bergen zurück, wo er in dem Buchdruckerei seines Onkels Georg Hermann Grieg Arbeit fand. 1882 übernahm er den Betrieb, der zu dieser Zeit über zehn Angestellte verfügte. Bis zu Griegs Tod verzehnfachte sich diese Zahl unter seiner Leitung.
In seinem Verlag gab Grieg unter anderem die Zeitung Bergensposten heraus, bis diese 1893 in der Bergens Tidende aufging. Er gehörte auch zu den Begründern von Gerhard Grans Kulturzeitschrift Samtiden, die anfangs bei Grieg gedruckt wurde. Durch die Veröffentlichung früher Werke von Vilhelm Krag und Sigbjørn Obstfelder, die von anderen Verlegern abgelehnt wurden, spielte Grieg auch eine Rolle bei der Etablierung der Neuromantik in Norwegen.
1905 wurde er mit dem Ritterkreuz 1. Klasse des Sankt-Olav-Ordens ausgezeichnet.
Grieg war mit Marie Justine Agnethe Jebsen, einer Tochter des Unternehmers Peter Jebsen, verheiratet. Sein Sohn war der Archäologe Sigurd Jebsen Grieg.